# Celaena scotica
Celaena scotica là một loài bướm đêm trong họ Noctuidae.